# Daniel Douglas Wissmann
Daniel Douglas Wissmann (* 1962 in Hamburg) ist ein deutscher Schriftsteller.

## Leben
Wissmann zog nach dem Abitur mit einer Theatertruppe durch Italien und lebte zwei Jahre in Südamerika. Er veröffentlichte u. a. mehrere Kriminalromane beim Rowohlt Verlag und 1998 unter dem Pseudonym Leo Bach die Unterhaltungsreihe Der Doc von Sanct Pauli. Für das Fernsehen schrieb er Drehbücher für Serien wie Die Straßen von Berlin, Wolffs Revier, Rosa Roth, SOKO Köln und Notruf Hafenkante, aber auch für Fernsehfilme wie Bella Block: Liebestod (mit Max Färberböck), Sektion – Die Sprache der Toten (2002) und Mord am Höllengrund (2014). Sein Hörspiel Der Turm (1997) wurde von der European Broadcasting Union mit einer einstimmigen Empfehlung zur internationalen Nachspielung ausgezeichnet. Mädchengeburtstag wurde im Oktober 1998 Hörspiel des Monats.

## Werke
Roman
- Die Königin der Bienen (als Daniel Douglas). Goldmann, München 1994, ISBN 978-3-442-05851-8
- Dillingers Luftschiff. Rowohlt, Reinbek 1995, ISBN 978-3-498-07335-0

Kriminalromane
- Der blaue Reiter. Rowohlt, Reinbek 1997, ISBN 978-3-499-22170-5
- Eine böse Überraschung (Kettenroman mit Frank Göhre, Janwillem van de Wetering, Detlef Bernd Blettenberg, Uta-Maria Heim, Jürgen Alberts, Helmut Ziegler, Peter Zeindler, Gunter Gerlach, Peter Schmidt, Robert Lynn, -ky, Tatjana Kruse, Robert Brack, Gisbert Haefs, Karr & Wehner, Regula Venske, Thea Dorn, Georg M. Oswald, Ann Camones, Hartmut Mechtel, Virginia Doyle und Norbert Klugmann)

## Hörspiele
- 1997: Der Turm – Regie: Klaus Mehrländer (Original-Hörspiel – WDR)
- 1998: Fast forward – kill! – Regie: Thomas Werner (Originalhörspiel, Kriminalhörspiel – WDR)
- 1998: Mädchengeburtstag – Regie: Gottfried von Einem (Originalhörspiel – RB/Rüdiger Kremer)
  - Auszeichnung: Hörspiel des Monats Oktober 1998